# Quilessa pellucidoides
Quilessa pellucidoides är en insektsart som beskrevs av Ramos 1957. Quilessa pellucidoides ingår i släktet Quilessa och familjen Kinnaridae. Inga underarter finns listade i Catalogue of Life.